# Parobisium anagamidense
Espèce
Synonymes
- Neobisium anagamidense Morikawa, 1957
- Neobisium anagamidense longidigitatum Morikawa, 1957 nec Ellingsen, 1908
- Neobisium anagamidense esakii Morikawa, 1960

Parobisium anagamidense est une espèce de pseudoscorpions de la famille des Neobisiidae.

## Distribution
Cette espèce est endémique du Japon.

## Liste des sous-espèces
Selon Pseudoscorpions of the World (version 3.0) :
- Parobisium anagamidense anagamidense (Morikawa, 1957)
- Parobisium anagamidense esakii (Morikawa, 1960)
- Parobisium anagamidense morikawai Harvey, 1991

## Systématique et taxinomie
Cette espèce a été décrite sous le protonyme Neobisium anagamidense par Morikawa en 1957. Elle est placée dans le genre Parobisium par Harvey en 1991.

## Étymologie
Son nom d'espèce, composé de anagamid[o] et du suffixe latin -ensis, « qui vit dans, qui habite », lui a été donné en référence au lieu de sa découverte, la grotte Anagami-dô.

## Publications originales
- Morikawa, 1957 : Cave pseudoscorpions of Japan (II). Memoirs of Ehime University, Sect. II, sér. B, vol. 2, p. 357-365.
- Morikawa, 1960 : Systematic studies of Japanese pseudoscorpions. Memoirs of Ehime University, Sect. II, sér. B, vol. 4, p. 85-172.
- Harvey, 1991 : Catalogue of the Pseudoscorpionida. Manchester University Press, Manchester p. 1-726.